# Теория перколяции
Теория перколяции (теория протекания или теория просачивания) — математическая теория, используемая в физике, химии и других науках для описания возникновения связанных структур в случайных средах (кластеров), состоящих из отдельных элементов.
Простейшие задачи теории перколяции формулируются для дискретных решёток. Задаётся вероятность (концентрация) {\displaystyle p}, с которой узел решетки будет занятым. Соответственно, вероятность того, что узел будет свободным, равна {\displaystyle 1-p}.  
В простейшем случае все узлы считаются независимыми, то есть занятость одного узла не влияет на занятость других. Два узла считаются принадлежащими к одному кластеру, если их можно соединить непрерывной цепочкой соседних занятых узлов. При увеличении значения параметра {\displaystyle p} всё большее количество узлов будет занято, и, как следствие, будут появляться кластеры всё большего размера. При некотором критическом значении {\displaystyle p=p_{c}} в системе образуется стягивающий (перколяционный) кластер, соединяющий один конец системы с другим — произойдет критический переход, аналогичный фазовому переходу второго рода.
Описанная постановка задачи соответствует так называемой задаче узлов. Можно сформулировать и другую задачу, в которой с вероятностью {\displaystyle p} будут заняты не сами узлы, а связи между — задача связей. Подобный подход позволяет использовать аппарат теории перколяции во множестве областей, например, при описании пористых материалов, проводимости, полимеризации, биологической эволюции, формирования галактик и множества других.

## История
История интереса математиков к явлению перколяции берёт своё начало в задаче, предложенной профессором Де Волсоном Вудом и опубликованной в 1894 году в журнале «American Mathematical Monthly»:

Содержательная постановка задачи. Равное число белых и чёрных шаров одинакового размера бросают в прямоугольный ящик. Какова вероятность того, что будет непрерывный контакт белых шаров от одного конца ящика до другого? В качестве специального примера, предположим, что в длину в ящике умещается 30 шаров, в ширину — 10 шаров и в глубину — 5 (или 10) слоёв.
Оригинальный текст (англ.)An actual case suggested the following: An equal number of white and black balls of equal size are thrown into a rectangular box, what is the probability that there will be contiguous contact of white balls from one end of the box to the opposite end. As a special example, suppose there are 30 ball in the length of the box, 10 in the width, and 5 (or 10) layers deep.

Строгая математическая основа для описания физических явлений, связанных с перколяцией, разработана в результате десятилетнего труда Станислава Смирнова, который за одну из своих работ в области плоских решёточных моделей в статистической физике в 2010 году был удостоен Филдсовской премии.

## Описание
Явление перколяции (или протекания среды) определяется:
1. Средой, в которой наблюдается это явление;
2. Внешним источником, который обеспечивает протекание в этой среде;
3. Способом протекания среды, который зависит от внешнего источника.

## Пример
В качестве простейшего примера можно рассмотреть модель протекания (например, электрического пробоя) в двумерной квадратной решётке, состоящей из узлов, которые могут быть проводящими или непроводящими. В начальный момент времени все узлы сетки являются непроводящими. Со временем источник[чего?] заменяет непроводящие узлы на проводящие, и число проводящих узлов постепенно растет. При этом узлы замещаются случайным образом, то есть выбор любого из узлов для замещения является равновероятным для всей поверхности решётки.
Перколяцией называют момент появления такого состояния решётки, при котором существует хотя бы один непрерывный путь через соседние проводящие узлы от одного до противоположного края. Очевидно, что с ростом числа проводящих узлов этот момент наступит раньше, чем все узлы решётки станут проводящими.
Обозначим непроводящее и проводящее состояние узлов нулями и единицами соответственно. В двумерном случае среде будет соответствовать бинарная матрица. Последовательность замены нулей матрицы на единицы будет соответствовать источнику протекания.
В начальный момент времени матрица состоит полностью из непроводящих элементов:
| 0 | 0 | 0 | 0 |
| 0 | 0 | 0 | 0 |
| 0 | 0 | 0 | 0 |
| 0 | 0 | 0 | 0 |

При воздействии внешнего источника в матрице начинают добавляться проводящие элементы, однако поначалу их недостаточно для перколяции:
| 0 | 0 | 0 | 1 |
| 1 | 0 | 0 | 0 |
| 0 | 0 | 1 | 0 |
| 0 | 0 | 1 | 0 |

По мере увеличения числа проводящих узлов наступает такой критический момент, когда происходит перколяция, как показано ниже:
| 0 | 0 | 0 | 1 |
| 1 | 1 | 0 | 0 |
| 0 | 1 | 1 | 0 |
| 0 | 0 | 1 | 1 |

Видно, что от левой к правой границе последней матрицы имеется цепочка элементов, которая обеспечивает протекание тока по проводящим узлам (единицам), непрерывно следующим друг за другом.
Перколяция может наблюдаться как в решётках, так и других геометрических конструкциях, в том числе непрерывных, состоящих из большого числа подобных элементов или непрерывных областей соответственно, которые могут находиться в одном из двух состояний. Соответствующие математические модели называются решёточными или континуальными.
В качестве примера перколяции в непрерывной среде может выступать прохождение жидкости через объёмный пористый образец (например, воды через губку из пенообразующего материала), в котором происходит постепенное надувание пузырьков до тех пор, пока их размеров не станет достаточно для просачивания жидкости от одного края образца до другого.
Индуктивно, понятие перколяции переносится на любые конструкции или материалы, которые называются перколяционной средой, для которой должен быть определён внешний источник протекания, способ протекания и элементы (фрагменты) которой могут находиться в разных состояниях, одно из которых (первичное) не удовлетворяет данному способу прохождения, а другое удовлетворяет. Способ протекания также подразумевает собой определённую последовательность возникновения элементов или изменение фрагментов среды в нужное для протекания состояние, которое обеспечивается источником. Источник же переводит постепенно элементы или фрагменты образца из одного состояния к другому, пока не наступит момент перколяции.

## Порог протекания
Совокупность элементов, по которым происходит протекание, называется перколяционным кластером. Будучи по своей природе связным случайным графом, в зависимости от конкретной реализации он может иметь различную форму. Поэтому принято характеризовать его общий размер. Порогом протекания называется минимальная концентрация, при которой возникает протекание.
Ввиду случайного характера переключений состояний элементов среды, в конечной системе чётко определённого порога (размера критического кластера) не существует, а имеется так называемая критическая область значений, в которую попадают значения порога перколяции, полученные в результате различных случайных реализаций. С увеличением размеров системы область сужается в точку. Для бесконечных систем {\displaystyle p_{c}} равно некоторому фиксированному значению – при всех {\displaystyle p<p_{c}} стягивающий кластер в системе отсутствует,  при {\displaystyle p>p_{c}} он всегда присутствует. Однако аналитический расчет критической концентрации возможен только для ограниченного числа конфигураций решеток. Например, в одномерном случае (решетка представляет собой бесконечную цепочку узлов)  {\displaystyle p_{c}=1}, для решетки Бете  {\displaystyle p_{c}=1/(z-1)}, где z – координационное число.  В остальных случаях возможен численный расчет на основе программных симуляций на больших конечных решетках.
В критической точке {\displaystyle p=p_{c}} многие важные характеристики системы (такие как корреляционная длина, средний размер кластера, мощность стягивающего кластера и др.) сингулярны, а в околокритической области управляются степенными законами вида {\displaystyle |p-p_{c}|^{x}}.  В качестве {\displaystyle x} для различных величин выступают критические индексы. Из закона универсальности следует, что эти индексы зависят только от типа перколяционной модели и размерности пространства и не зависят от геометрии решетки. Также они одинаковы для задач узлов и связей.